# Amathous (Zypern)

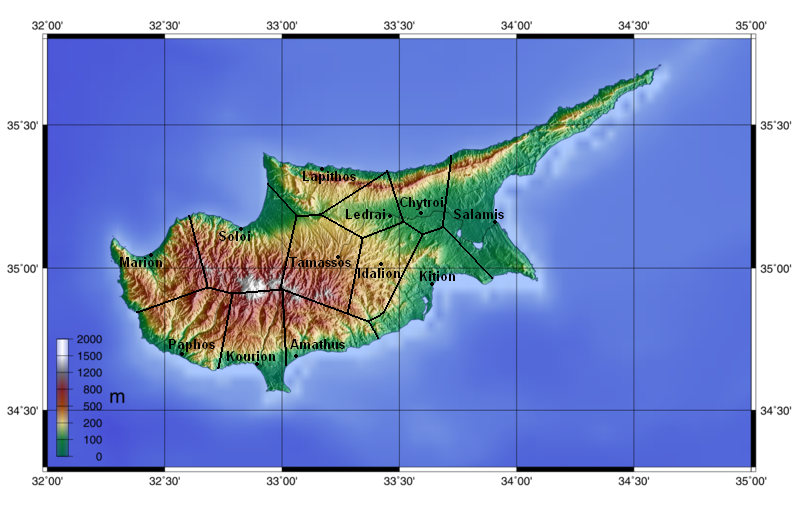
Antike Königreiche von Zypern

Amathous (altgriechisch Ἀμαθοῦς) war eine der ältesten königlichen Städte auf Zypern. Die Stätte befindet sich an der Südküste bei Agios Tychonas, knapp 40 km westlich von Larnaka und 10 km östlich des Stadtkerns von Limassol, in dessen Vorstadt die Fundstätte liegt. Nach dem Aphroditekult von Paphos befand sich hier die bedeutendste Verehrungsstätte für diese Göttin, allerdings ist die Fundstätte nicht so gut erhalten, wie die von Kourion.

## Archäologische Ausgrabungen

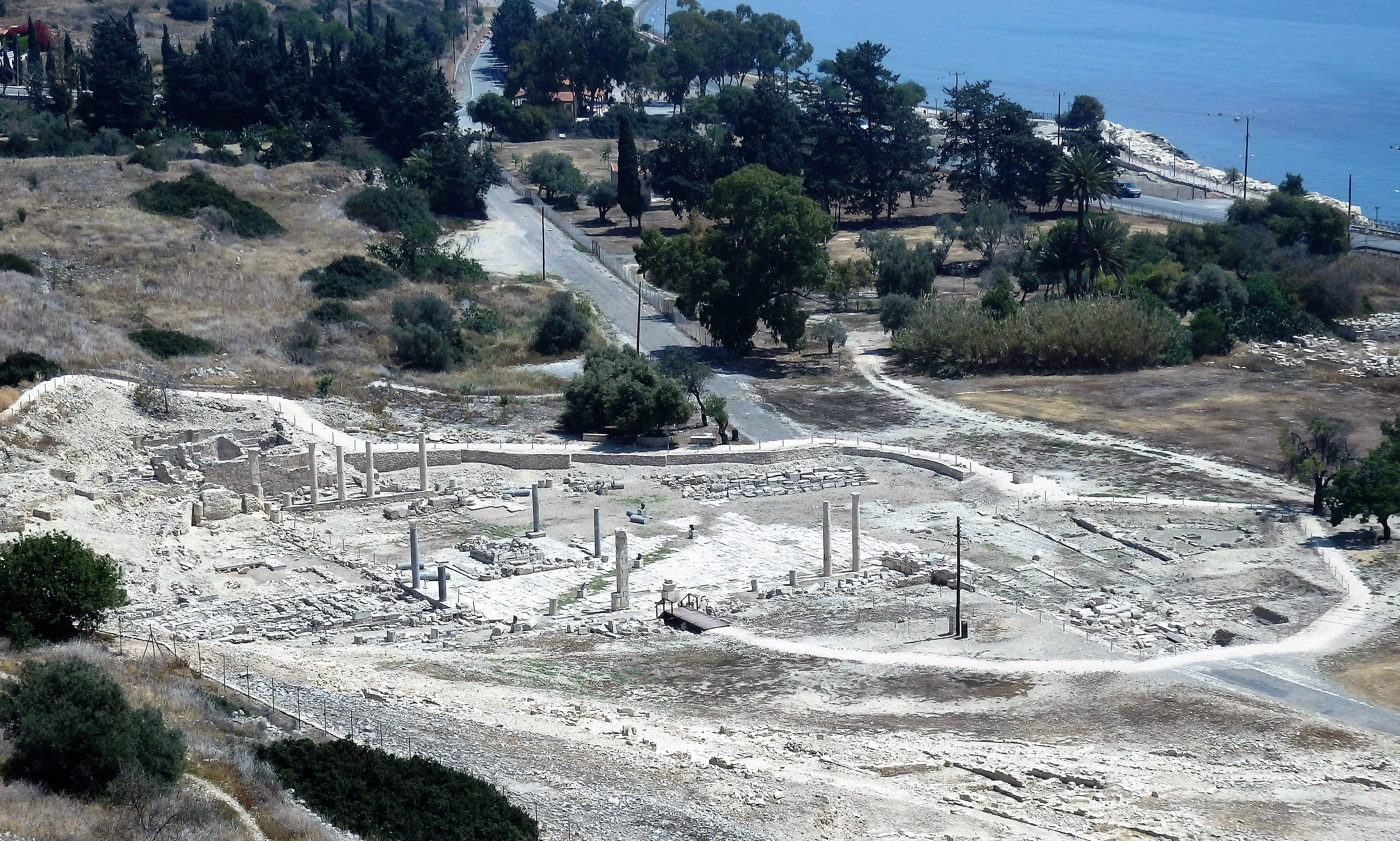
Blick vom Hügel auf die Agora von Amathous

In der zweiten Hälfte des 19. Jahrhunderts grub Melchior de Vogüé (1829–1916), der an vielen Stätten der Levante und Nordafrikas arbeitete, auch in Amathous. Daher befindet sich eine der seinerzeit entdeckten zwei übermannshohen Vasen heute im Louvre. Eine weitere befindet sich in situ, eine dritte wurde vor wenigen Jahren entdeckt. Sie sind die größten Monumentalgefäße dieser Art auf Zypern. Einige Meter abseits dieser Vasen fand sich eine Grotte, wie sie typisch für den Aphroditekult, aber auch den der Astarte ist, der in Amathous mindestens vom 8. bis 4. Jahrhundert Anhänger fand. Dort wurde der zweifarbige Krater entdeckt, auf dem zwei sich gegenüberstehende Bullen abgebildet sind. In den 1870er Jahren führte Luigi Palma di Cesnola Grabungen an der Akropolis durch, konzentrierte sich aber vor allem auf die Grabstätten, doch auch diese Unternehmung bereicherte vor allem die Museen Westeuropas und Nordamerikas.
Die erste wissenschaftliche Grabung führte das British Museum 1893 bis 1894 durch. Dabei wurden 312 Gräber geöffnet und die Ergebnisse publiziert. 1930 leistete die Schwedische Zypernexpedition gleichartiges für weitere 26 Gräber. Seit 1975 beschäftigten sich von der École française d’Athènes durchgeführte Grabungskampagnen mit der Akropolis, dem Tempel der Aphrodite, einem Wohnquartier und den Mauern, zudem traten eine Basilika und der Hafen zutage, der mittels Unterwasserarchäologie untersucht wurde. Ein Areal nördlich der ehemaligen Stadt wurde gleichfalls untersucht. Die staatliche Antikenbehörde Zyperns ließ gleichfalls graben, wobei weitere Hunderte von Gräbern untersucht wurden, dazu ein Gebiet der Unterstadt sowie weitere vier frühchristliche Basiliken. Umfassend werden die Ergebnisse in der Reihe Amathonte und in den Bänden La nécropole d’Amathonte publiziert.

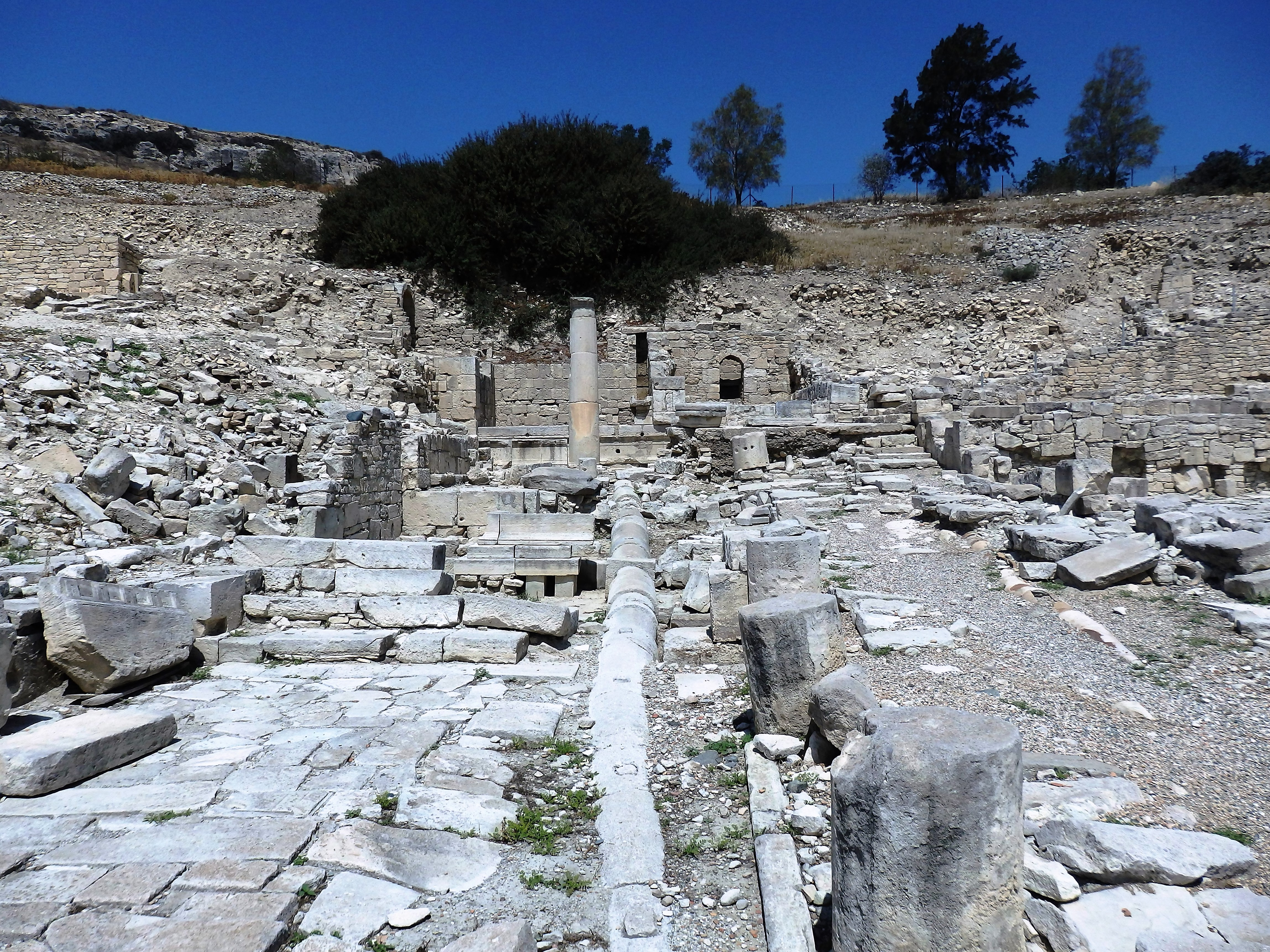
Blick von der Agora auf das Nymphäum
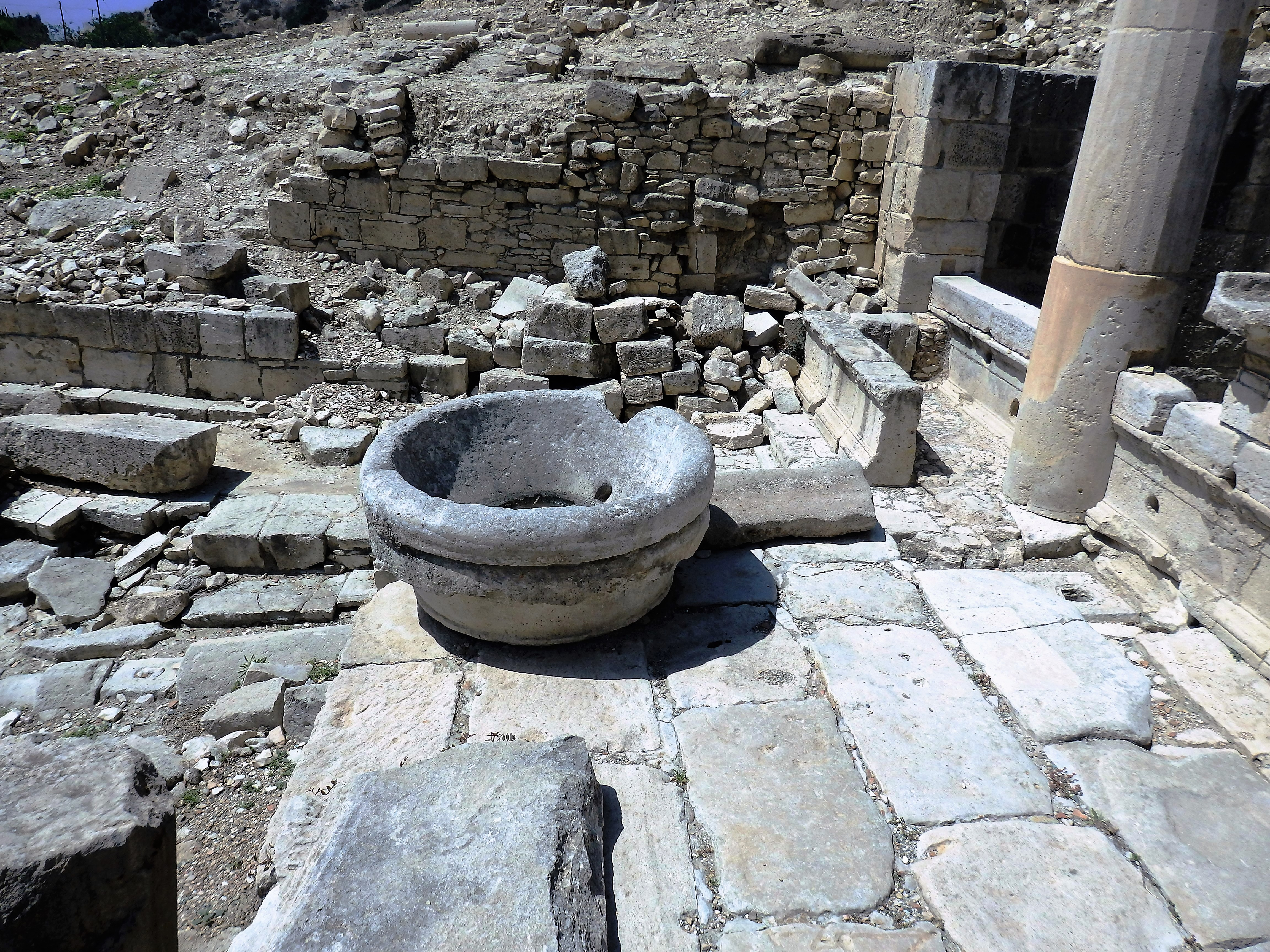
Vor Nymphäum
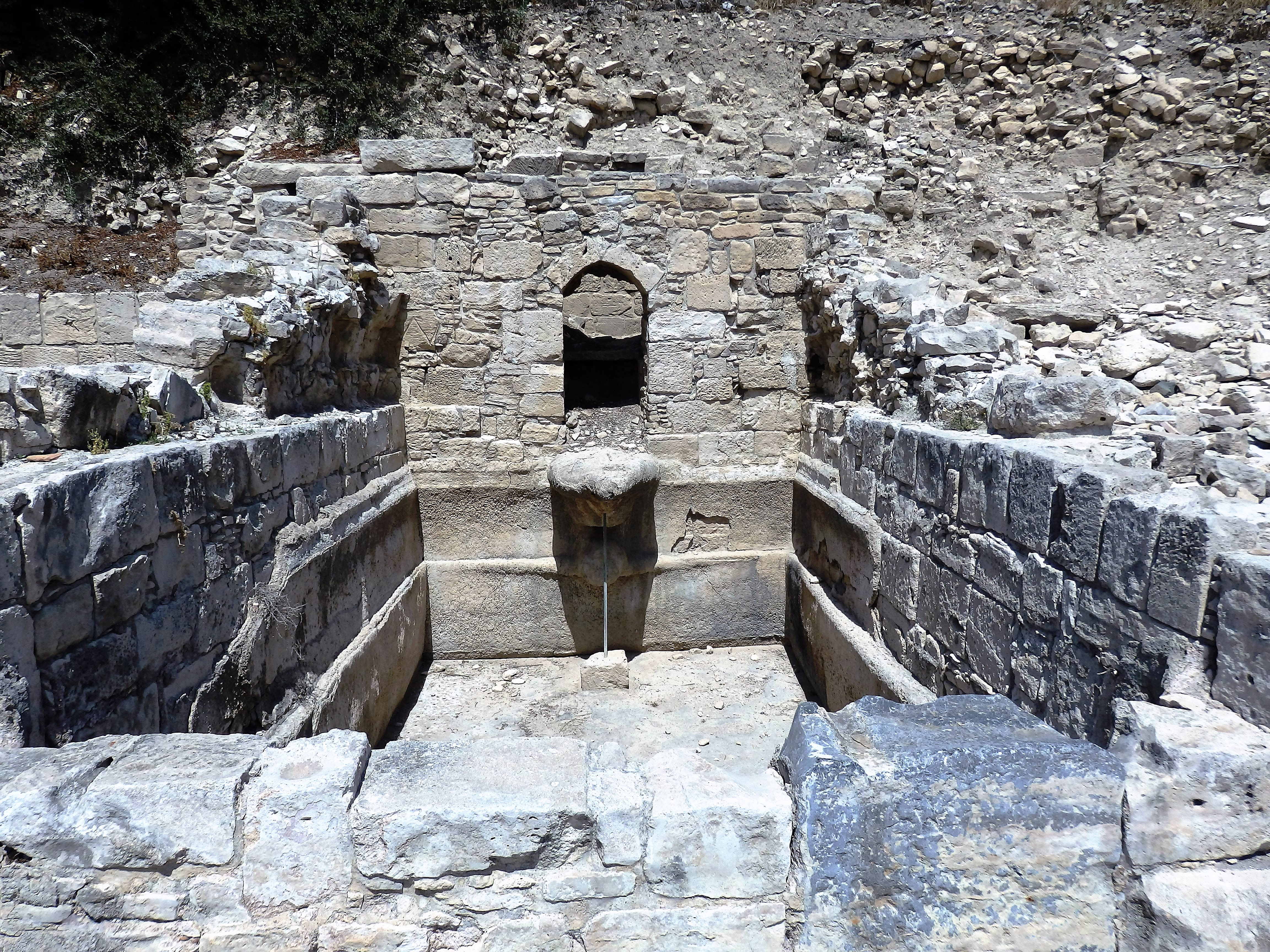
Nymphäum

## Geschichte
Die ältesten Spuren reichen bis in die früheste Eisenzeit um 1100 v. Chr. Legendärer Stadtgründer war Kinyras, der in Verbindung mit Adonis steht und der die Stadt nach seiner Mutter Amathous benannte. Nach der Ariadnelegende bei Plutarch verließ Theseus Ariadne in Amathous, wo sie unter der Geburt eines Kindes starb und in einem Grab beigesetzt wurde, das kultisch unter dem Namen Aphrodite Ariadne verehrt wurde. Einmal im Jahr „durchlebte“ ein junger Mann dabei rituell eine Geburt. Zeugung, Leiden, Tod und Erlösung standen wohl im Mittelpunkt der Riten, bei denen Wasser eine besondere Rolle spielte.
Die Bewohner von Amathous galten als Pelasger. Tatsächlich sprachen man hier Eteokyprisch, eine nichtgriechische Sprache. Inschriften belegen das Fortleben dieser Sprache bis in das 4. Jahrhundert v. Chr.
In phönizischer Zeit entstand ein tofet, ein Ort für religiöse Kinderopfer. Die in Ovids Metamorphosen überlieferte Geschichte, nach der den Männern der Familie der Kerastai Hörner aus der Stirn wuchsen, zur Strafe für Menschenopfer, verweist möglicherweise in diese Zeit.
Griechen aus Euböa lieferten ab dem 10. Jahrhundert Tonware nach Amathous. In der nach-phönizischen Ära wurden ab dem 9. Jahrhundert ein Palast errichtet und ein Hafen gebaut, in dessen Bereich sich Belege für Verwaltungsaktivitäten wie Siegel und bronzene Schreibgriffel fanden. Im 6. Jahrhundert entstanden Erweiterungsbauten; schließlich folgte eine dritte Bauphase im 5. bis 3. Jahrhundert v. Chr. Insgesamt ähnelt das Bauwerk stark dem Palast von Vouni. Auch dort wurden große Mengen an Getreide, Wein und Öl gelagert (auch fand sich im Aphrodite-Astarte-Tempel von Amathous eine Olivenölpresse), dazu kamen in Amathous zahlreiche Werkstätten. In beiden Palästen ließen sich religiöse Zeremonien in einem Propylon belegen. Zahlreiche Einzelfunde weisen auf Hathor hin, wie etwa Statuetten, die als Kopfschmuck einen Naïskos tragen, ein „Tempelchen“. Im Propylon fanden sich Anzeichen für Zeremonien, wie mit Sphingen geschmückte Thymiateria, also Räuchergefäße. Wahrscheinlich mussten die Besucher des Palastes die sakrale Anlage, vom ägyptischen Gott Bes geschützt, vor Eintreten in den Herrschaftsbezirk durchqueren. Dieser Gott wiederum wurde später in synkretistischen Vorstellungen mit Baal assoziiert.

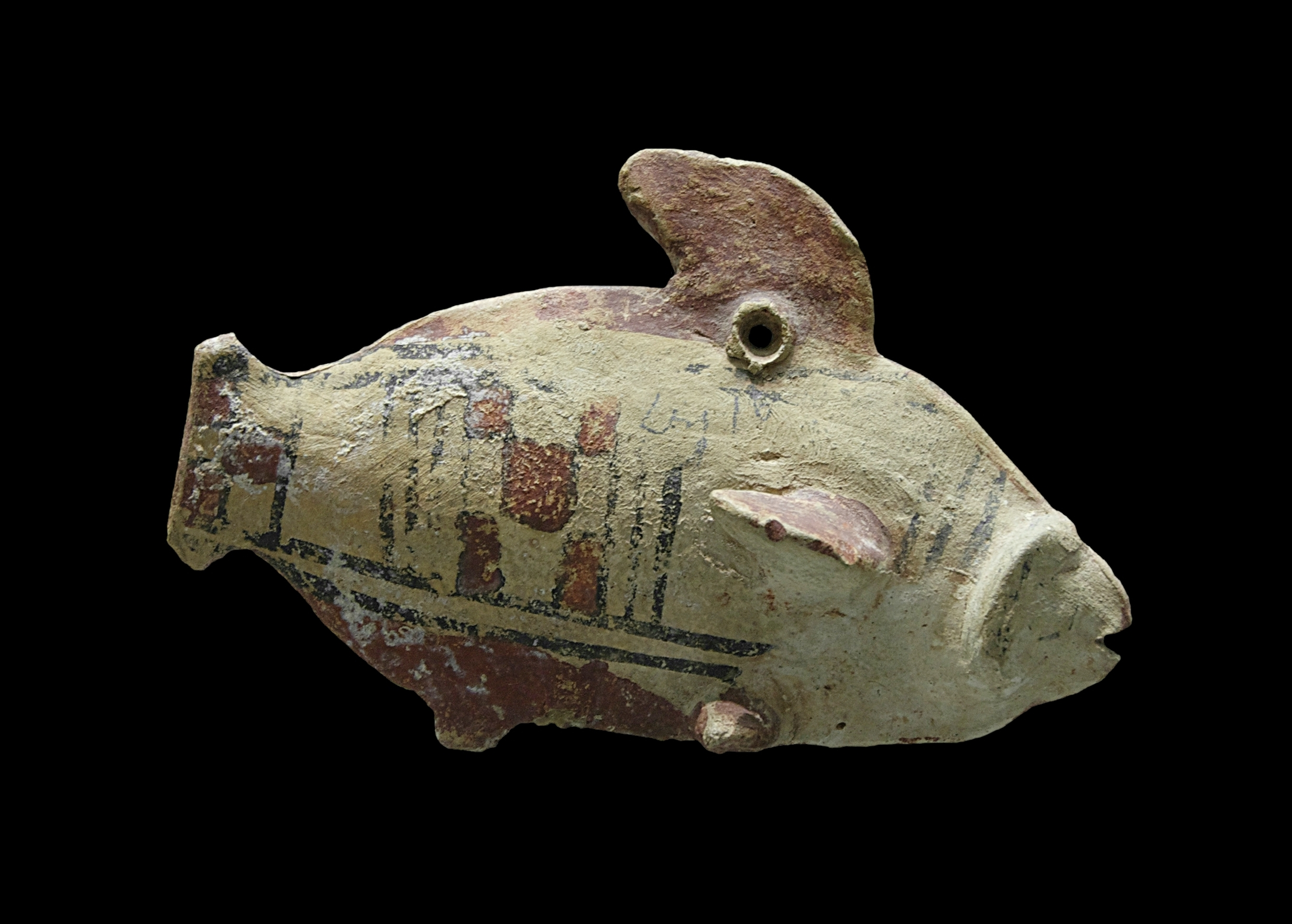
Fisch aus Amathous, polychrome Terrakotta, 5. Jahrhundert v. Chr.

Für die Griechen entstand auf der Klippe oberhalb der Akropolis ein Aphroditetempel (Aphrodite Amathusia) zusammen mit einem bärtigen Aphroditos. Er war eine der drei bedeutendsten Kultanlagen der Insel. Im Jahr 22 gewährte ihm der römische Senat gar das Asylrecht, wie Tacitus berichtet. Die ältesten Teile entstanden vielleicht – dies legen allerdings nur stilistische Merkmale des Grabmals nahe – im 11./10. Jahrhundert v. Chr. Sicher als Tempel wurde ein dortiges Bauwerk ab dem 8./7. Jahrhundert genutzt und stark erweitert.
Amathous wird mit dem Kartihadasti der Tributliste des assyrischen Königs Asarhaddon identifiziert. (668 v. Chr.). Im 6. Jahrhundert v. Chr., so berichtet Strabon von seinem Gewährsmann, dem Satiriker Hipponax, habe der Reichtum der Stadt auf Getreide beruht, dazu kamen Schafe und Kupferminen, von denen es bis heute Überreste gibt.
Als stark phönizisch geprägte Stadt widersetzte sie sich der philhellenischen Liga des Onesilos, Sohn der Chersis und des Philokyprus und König von Soloi, die den Aufstand gegen die persische Herrschaft der Jahre 500 bis 494 v. Chr. entscheidend antrieb, Amathous wurde erfolglos belagert und ließ seinerseits Onesilos ergreifen und hinrichten. Um 385-380 wurde der Philhellene Evagoras I. von Salamis ebenso durch Amathous bekämpft, diesmal im Bund mit Citium, dem späteren Larnaka, und Soloi. Selbst Alexander dem Großen widersetzte sich die Stadt und noch Seleukos I. ließ sich sicherheitshalber Geiseln stellen.
Im Tempel wurden vor allem Schafe und Ziegen, in geringerer Zahl auch Rinder geopfert, wie Knochenanalyen erwiesen. Deren Zahl stieg allerdings im 4. Jahrhundert deutlich an, wie auch die Zahl der Rinderdarstellungen. Darüber hinaus fand sich eine Grube, in der Wasser, Honig, Wein und Öl, aber auch Blumen, Getreide, Früchte, Eier oder Kuchen geopfert wurden. Während diese Art der Nutzung einsetzte, wurde die Grotte bald nicht mehr genutzt.
Hinweise auf den Astartekult, der sich mit dem der Aphrodite verband, bieten zahlreiche typische Darstellungen, wie weibliche Figurinen mit erhobenen Armen, oder solche, die ihre Brüste mit den Händen umfassen, die eine Frucht oder Blume halten, dann kourotrophoi, also Frauen mit Säuglingen auf den Armen, Musiker, Reiter, Boots- und Wagenmodelle, aber auch Tiermasken.
Aus dem 4. Jahrhundert stammen zwei vom letzten Basileus von Amathous, Androkles, gestiftete Skulpturen, die seine beiden Söhne Orestheus und Andragoras darstellten, und deren Sockel erhalten geblieben sind. Diese Inschriften wurden sowohl in eteozyprischer als auch in griechischer Schrift bzw. Sprache angebracht. Eine der Inschriften lautet: „Der Basileus Androkles der zyprischen Aphrodite Orestheus und Andragoras“.
Die hellenistische Epoche ist in deutlich geringerem Maße repräsentiert. Der Niedergang von Amathous wurde häufig an den ptolemäischen Gaben in Argos ermessen, wo um 170–160 v. Chr. Amathous nur 40 Drachmen widmen konnte, Kition und Salamis hingegen 208, Kourion 172 und noch Paphos 100. Dieser Annahme widersprechen jedoch die archäologisch gut belegten Baumaßnahmen, wie etwa eines Balaneions, eines Bades, von Begräbnisstelen, eines Gymnasions, sowie Befestigungen der Akropolis einschließlich eines neuen Turmes. Allerdings löste der Hafen von Nea Paphos in der ptolemäischen Zeit den von Amathous weitgehend ab, auch dies ein Hinweis, dass Paphos als Hauptstadt der Insel vielleicht aus ganz anderen Gründen weniger Drachmen bereitstellte als die anderen Städte, ebenso wie Amathous. Zwar sank der Anteil der geopferten Bullen wieder, doch andererseits stieg die Zahl der Opfer insgesamt deutlich. Eine Inschrift aus dem 2. Jahrhundert v. Chr. durch einen namentlich nicht genannten hohen Beamten, der zur Zeit König Ptolemaios’ VIII. wahrscheinlich ein Bauwerk stiftete, lautet am Anfang: „Für Sarapis, Isis, Aphrodite“. Durch die Ptolemäer kam auch der Dionysos-Kult, der in Alexandria breit verankert war, verstärkt auf die Insel. Dionysos, der Ariadne rettete, die von Theseus auf Naxos zurückgelassen worden war, und dessen Kult Anklänge an den des Bes fand, wurde in das Inselpantheon gleichfalls integriert, ebenso wie der Kult der Artemis und der des Apollon, wie Funde aus einem 120 m langen Tunnel belegen. Auch dem Basileus kam sicherlich eine rituelle Rolle zu, denn er wird mit einer Bullen-Maske dargestellt, eine Figur, die allerdings auch als Priester gedeutet wurde.
Im 1. Jahrhundert v. Chr. entstand eine dorische Portikus; im 1. Jahrhundert n. Chr. entstand ein römischer Tempel. Beim Bau dieses Tempels wurde der hellenistische Vorgängerbau vollständig eingeebnet, was archäologische Untersuchungen ungemein erschwert. Trotz der politischen Abhängigkeit blieben die Tempelanlagen auch in römischer Zeit so wichtig, dass ‚Amathusia‘ als Synonym für ‚zyprisch‘ gebraucht wurde. Die Stadt wurde zum Sitz einer der vier Verwaltungseinheiten der Insel.
Im 4. Jahrhundert war Amathous Bischofssitz. Bischof Heliodorus nahm 451 am Konzil von Chalcedon teil und Bischof Alexander am Zweiten Konzil von Nicaea im Jahr 787. Amathous war der Geburtsort von Anastasios Sinaites, dem berühmten Mönch des Katharinenklosters. Möglicherweise verließ er die Insel nach der arabischen Eroberung des Jahres 649.
Ende des 12. Jahrhunderts war Amathous bereits beinahe aufgegeben, die Gräber waren geplündert, die Spolien nach Limassol verbracht. Noch 1869 wurden Steinblöcke für den Suezkanal verwendet. Heute befindet sich dort noch eine Kirchenruine. Weiter landeinwärts entstand Agios Tychonas, das nach Tychon von Amathous benannt ist.
Neben den Fundstücken, die vor allem nach Paris und London verbracht wurden, befindet sich der überwiegende Teil der Funde im Zypernmuseum von Nikosia und im Archäologischen Museum des Bezirks Limassol.

## Sarkophag von Amathous

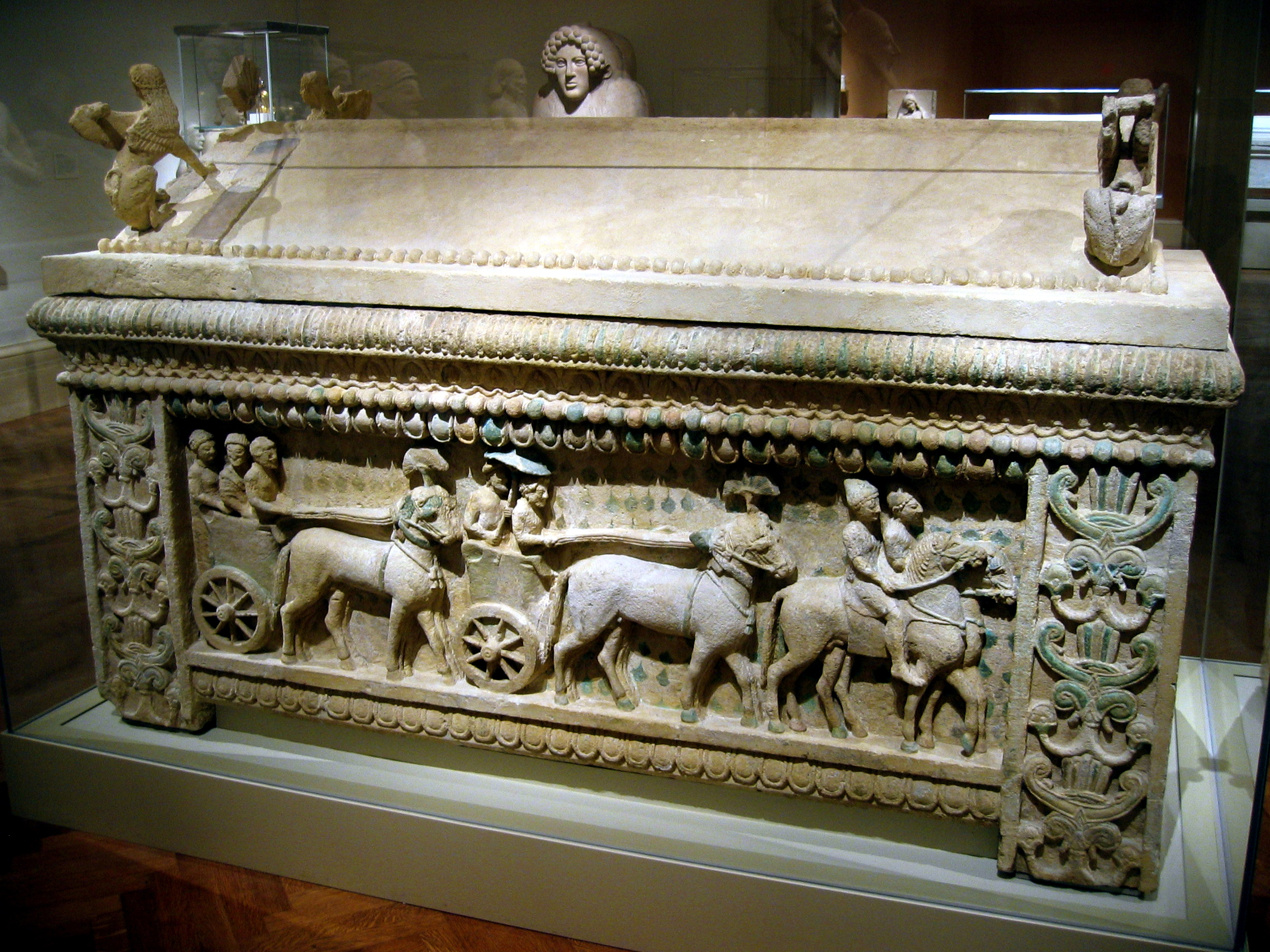
Sarkophag von Amathous

Der aus dem 5. Jahrhundert v. Chr. stammende Sarkophag aus Amathous stellt ein äußerst seltenes Fundstück mit Blick auf Monumentalität und Erhaltungszustand dar. Vermutlich barg er einen der Könige von Amathous. Er zeigt an den Langseiten eine Prozession von Wagen, die von Berittenen und Fußsoldaten eskortiert werden. Der Fahrer des Wagens wird von einem Sonnenschirm geschützt, die Pferde sind reich ausgestattet. An den Schmalseiten finden sich Darstellungen der unbekleideten Astarte, die nur Schmuck trägt, dazu Bes-Figuren, Darstellungen eines altägyptischen Gottes, der nachts seine Schutzfunktion ausübt. Man bediente sich also sowohl ägyptischer als auch levantinischer Gottheiten, um die Ruhe der Verschiedenen zu schützen. Er befindet sich heute im Metropolitan Museum of Art in New York.